# Neoperonismo

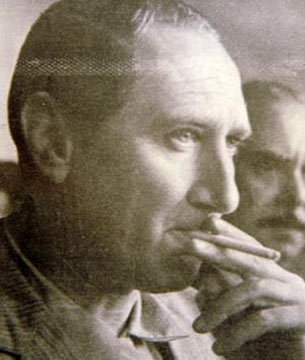
Augusto Timoteo Vandor, referente del neoperonismo que dio batalla en la década del 60.

El  neoperonismo, comúnmente llamado «peronismo sin Perón» o vandorismo, fue una corriente política argentina impulsada por algunos peronistas que a partir de 1955 defendieron la doctrina justicialista desde la proscripción.
Su origen fue la creación del partido Unión Popular fundado por Juan Atilio Bramuglia, exabogado sindical de la Unión Ferroviaria y ministro de Relaciones Exteriores de Perón de 1946 a 1949.

## Partidos políticos neoperonistas
- Unión Popular: fue el primer partido político que trató de rescatar al peronismo proscripto y lanzó esa fuerza en el pensamiento doctrinario que dio Juan Domingo Perón. Su creador fue Juan Atilio Bramuglia, quien fuera Ministro de Relaciones Exteriores del gobierno peronista entre los años 1946-1949, Bramugila fue abogado sindical de la Unión Ferroviaria.

### Otros partidos políticos que le siguieron
- Movimiento Popular Neuquino:[2] sus siglas son M.P.N. (fueron muy usadas en su origen ya que se entendía que la “P” significaba peronista) este partido provincial fue otro de los que impulso esa corriente, sus fundadores fueron peronistas de la Provincia del Neuquén comenzaron a pensar en un mecanismo para poder participar de la actividad política de la nueva provincia, limitados como estaban a votar en blanco y a la proscripción del peronismo. El MPN ha dominado la política de la provincia ganando todas las elecciones desde 1962 hasta 2023, cuando por primera vez perdió la elección frente al candidato Rolando Figueroa.[3][4]
- Movimiento Popular Salteño (Salta)
- Partido Laborista
- Partido de los Trabajadores (San Juan)
- Partido Bloquista de San Juan[5]
- Partido Tres Banderas (Santiago del Estero, Entre Ríos y Jujuy)
- Partido Blanco de los Trabajadores (Jujuy)
- Partido Autonomista de Corrientes
- Partido Blanco de Río Negro
- Partido Populista (Catamarca)

## Elecciones de 1962
En marzo de 1962 debían realizarse las elecciones para renovar la mitad de los diputados y elegir nuevos gobernadores provinciales. Arturo Frondizi dispuso no excluir a la Unión Popular que, bajo ese nombre, respondía a la política de Perón. De las catorce provincias existentes en ese entonces, el peronismo triunfó en cuatro (destacándose la fórmula Andrés Framini-Anglada en la estratégica provincia de Buenos Aires), y partidos neoperonistas en otras cuatro.
Ante la victoria electoral de las fuerzas peronistas, los militares entraron en estado deliberativo con el fin de impedir el acceso de los peronistas el poder. La situación se tornó crítica y el presidente Frondizi intervino todas las provincias en las que había triunfado el peronismo, con el fin de intentar evitar el golpe de Estado militar, algo que sin embargo no logró, siendo derrocado en el golpe de Estado del 29 de marzo, y confinado en la isla Martín García. En una serie de acontecimientos de ribetes tragicómicos, el poder de facto fue asumido por José María Guido (1962-1963), quien luego de ser examinado por los militares golpistas, anuló las elecciones, intervino todas las provincias e impidió que el Congreso Nacional volviera a reunirse

## María Estela Martínez de Perón
En 1965 María Estela Martínez “Isabel” Perón viajó a la Argentina como delegada personal de Perón, acompañada por José López Rega, para hacer frente al fenómeno del neoperonismo. La misión de Isabelita era desbancar al líder metalúrgico Augusto Timoteo Vandor, apodado “El lobo”, quien desde el gremialismo había adquirido un peso sustancial en la escena política y propiciaba “un peronismo sin Perón”.
En las elecciones de Mendoza de 1966, Vandor apoyó a Serú García como candidato del peronismo, mientras que Isabel trajo el mensaje de Perón de adhesión al candidato “leal”, Corvalán Nanclares. Esta división permitió que terminara ganando Jofré (candidato del Partido Demócrata), por escaso margen ante Corvalán Nanclares, mientras que el MPM (la alianza de los partidos neoperonistas Tres banderas -de Serú García- y el Partido Blanco), terminó en cuarto lugar.

## Dirigentes que adhirieron
- Juan Atilio Bramuglia
- Atilio García Mellid
- César Guillot
- Pascual La Rosa
- Alejandro Leloir
- Raúl Matera[8]
- Alejandro Olmos
- Cipriano Reyes
- Vicente Saadi
- Amado Sapag
- Elías Sapag
- Felipe Sapag
- Rodolfo Tecera del Franco
- Augusto Vandor